# Miguel Barbieri
Martín Ángel Barbieri (Buenos Aires, 24 agosto 1993) è un calciatore argentino, difensore del Dep. Riestra.

## Carriera

### Club
Cresciuto nelle giovanili del Def. de Belgrano, ha esordito il 21 ottobre 2012 in occasione del match pareggiato 1-1 contro il Barracas Central.

## Statistiche

### Presenze e reti nei club
Statistiche aggiornate al 5 marzo 2018.
| Stagione        | Squadra          | Campionato      | Campionato | Campionato | Coppe nazionali | Coppe nazionali | Coppe nazionali | Coppe continentali | Coppe continentali | Coppe continentali | Altre coppe | Altre coppe | Altre coppe | Totale | Totale | Totale |
| Stagione        | Squadra          | Comp            | Pres       | Reti       | Comp            | Pres            | Reti            | Comp               | Pres               | Reti               | Comp        | Pres        | Reti        | Pres   | Reti   |        |
| --------------- | ---------------- | --------------- | ---------- | ---------- | --------------- | --------------- | --------------- | ------------------ | ------------------ | ------------------ | ----------- | ----------- | ----------- | ------ | ------ | ------ |
| 2012-2013       | Def. de Belgrano | BM              | 14         | 0          | CA              | 0               | 0               |                    | -                  | -                  |             | -           | -           | 0      | 0      |        |
| 2013-2014       | Def. de Belgrano | BM              | 6          | 0          | CA              | 1               | 0               |                    | -                  | -                  |             | -           | -           | 0      | 0      |        |
| 2015            | Def. de Belgrano | BM              | 40         | 5          | CA              | 1               | 0               |                    | -                  | -                  |             | -           | -           | 0      | 0      |        |
| Totale carriera | Totale carriera  | Totale carriera | 60         | 5          |                 | 2               | 0               |                    | -                  | -                  |             | -           | -           | 62     | 5      |        |
| 2016            | Racing Club      | PD              | 2          | 0          | CA              | 0               | 0               | CL                 | 0                  | 0                  |             | -           | -           | 2      | 0      |        |
| 2016-2017       | Racing Club      | PD              | 11         | 2          | CA              | 2               | 0               | CS                 | 5                  | 1                  |             | -           | -           | 18     | 3      |        |
| 2017-2018       | Racing Club      | PD              | 12         | 0          | CA              | 0               | 0               | CL                 | 0                  | 0                  |             | -           | -           | 12     | 0      |        |
| Totale carriera | Totale carriera  | Totale carriera | 85         | 7          |                 | 4               | 0               |                    | 5                  | 1                  |             | -           | -           | 94     | 8      |        |